# Nannolaimus fuscus
Nannolaimus fuscus är en rundmaskart som beskrevs av Gerlach 1956. Nannolaimus fuscus ingår i släktet Nannolaimus och familjen Cyatholaimidae. Inga underarter finns listade i Catalogue of Life.